# Fate/hollow ataraxia
『Fate/hollow ataraxia』（フェイト ホロウ アタラクシア）は、TYPE-MOONより2005年10月28日に発売された伝奇ビジュアルノベル。『Fate/stay night』のファンディスクであり、続編にあたる。

## 概要
シリアスな戦いの物語であった前作から一転し、今作では穏やかでコミカルな日常を過ごしつつ、その裏に隠された「真実」に近づいていくという形になる。前作では敵として登場したキャラクターや出番の少なかったキャラクターも多く登場し、前作では語られなかった側面が補完されている。
TYPE-MOONの他の作品『歌月十夜』と同様にイベントフラグがオートセーブで累積されていくシステムを採用しているが、『歌月十夜』の問題点だった、一度しか見られないイベントや見逃したイベントを見るには一からやり直さねばならない部分を改善し、選択マップで重要性のマークを表示する事で分かりやすくしている。またTYPE-MOON作品で初めて回想モードを採用しており、見逃したイベントもクリア時に見ることが出来るようになっている。
今作でも本編である『hollow』パートでは前作のシナリオ担当奈須きのこが執筆しているが、それ以外の日常シーンのほとんどや、後述の『eclipse』の「後日談。」以外のシナリオは、奈須以外のサブライターが執筆している。
本作は『Fate/stay night』の続編とされているが、正確には『Fate/stay night』の3ルートいずれの後日談にも該当せず、武内により「各ルートの後ではなく、『Fate/stay night』というものにあてられたカウンター」という表現が用いられ、武内は「基本的にはプレイヤーさんの気持ちで解釈していただいて良い部分ではないかとも思います」、奈須は「我々としてはユーザーさんの想像にお任せしたいと思っています」とそれぞれコメントしている。
初回限定版にはタロット風サーヴァントカードが、公式通販特典として小冊子『Fate/side side materiale 2』が付属した。
Windows Vista / 7 / 8などで遊ぶ場合、このディスクはそのままだとディスクチェックを通過できず遊べないため、TYPE-MOON ユーザーページにてパッチをダウンロードする必要がある。
2013年5月25日発売の『月刊少年エース』2013年7月号よりコミカライズ版が連載を開始した。作画は『アルティマエース』や『月刊Asuka』において『Fate/Zero黒』を連載していた雌鳥が担当している。
2014年1月30日発売の『TYPE-MOONエース』Vol.9にて、PS Vitaへの移植（移植の際、18禁CG及びシナリオの削除とコンシュマー向けにシナリオ改定と新規CGの追加）が発表され、2014年11月27日に発売された。フルボイスとなり、新たに挿入される2本のOPアニメーションをTVアニメ『Fate/stay night [Unlimited Blade Works]』やPS Vita版『Fate/stay night [Réalta Nua]』で3ルート全てのOPアニメーションの制作を担当したアニメ制作会社ufotableが務める。限定版も同時発売され、ねんどろいどぷち「アヴェンジャー」と設定資料集が同梱される。
2025年8月7日にリマスター版の『Fate/hollow ataraxia REMASTERED』がNintendo Switch/Steam向けに発売。

## ストーリー
第五次聖杯戦争の終結から半年後。そこには再び現界したサーヴァントとの穏やかな日常が存在していた。ありえない現実でありながら、それらに疑問を抱かない前聖杯戦争参加者達。そして存在しないはずの聖杯をかけて、聖杯戦争が再開しているという。そして夜になると冬木の町は謎の獣とそれを率いるように立つ少女が現れるようになる。前回の聖杯戦争の勝者である衛宮士郎はこの不可思議な事態の調査・解決に乗り出す。ロンドンから帰国した遠坂凛、謎の意図を持って士郎に助言するギルガメッシュ、そしてパートナーであるセイバーらの協力を得て、士郎は再開した聖杯戦争の真相に迫っていく。それは士郎だけが実感として覚えている、「繰り返される四日間」だった。
夜、半年前に魔術協会からマスターとして冬木に派遣されていたバゼット・フラガ・マクレミッツは、曖昧な記憶を抱きながら、契約するサーヴァント・アヴェンジャーとともに聖杯戦争を戦っていた。サーヴァントの低性能も相まって敗れ続けるバゼットであったが、いかに敗れても聖杯戦争1日目に巻き戻るという形で蘇生することを知る。バゼットはそれを利用して、ついに最強のサーヴァント・セイバーを打ち破るが、聖杯戦争は4日間の制約によりそれでも1日目に巻き戻ってしまう。痺れを切らしたバゼットはアヴェンジャーの忠告を無視して昼間の冬木に現れ、「第五次聖杯戦争が半年前に終結している」という信じがたい真実を知らされる。そして混濁した記憶の中に残る言峰綺礼の名を聞き、遂に前回の聖杯戦争の真相「バゼットは、信頼の情を寄せていた言峰綺礼によって、騙し討ちに遭って殺害された」という事実を思い出す。アヴェンジャーは、この繰り返しは彼女の「死にたくない」という願いを具現化したものであると語る。絶望したバゼットは「もう終わらせよう」と言うアヴェンジャーを跳ね除け、生き続けるために聖杯戦争の続行を決断する。
士郎と同じく事態の解決を願い、また再開された聖杯戦争の真実を知る少女カレン・オルテンシアと出会った士郎は、繰り返される四日間の真相に突き当たる。そしてすべての真実を知るイリヤスフィールの助言を得て、士郎は遂に自らの正体が「衛宮士郎の皮を被ったアヴェンジャー」であることを悟る。士郎はアヴェンジャーとして聖杯戦争とバゼットを止めるため、数多くのサーヴァントやマスターたちの協力のもと、聖杯の在処「天の逆月」へと赴く。そこには独りバゼットがなおも聖杯戦争を続けんと聖杯を守っていた。しかしアヴェンジャーの「それでも世界は続いて行く」という説得を受け止めたバゼットは、遂に聖杯戦争の終結を決断する。そしてバゼットは自らがまだ存命であることを聞かされ、現実の世界へと帰還する。

## 登場キャラクター
声の項はPS Vita版のもの。PC版にはボイスはない。

### 『Fate/stay night』から登場するキャラクター
詳細は『Fate/stay night』の登場キャラクターを参照、ここでは今作での役割と、追加された部分のみ記述。また『トラぶる花札道中記』の内容については、該当記事を参照。
衛宮 士郎（えみや しろう）
声 - 杉山紀彰（少年期 - 野田順子）
本編「昼」の主人公。セイバーをはじめとする人物たちの雑居するようになった衛宮邸の主。数人と分担して家事をこなしており、特に料理を担当している。冬木に再び起こった不可思議な事態に気づき、謎の究明に乗り出していく。契約するサーヴァントはセイバーで、前回の聖杯戦争で使い切らなかった最後の令呪を左手に残している。
今作に登場する彼は「衛宮士郎」本人ではなく、聖杯となったアヴェンジャー「アンリマユ」がその殻を被った存在である。だがもともと「虚無」、0（ゼロ）であるアヴェンジャーが取り憑いただけなので実際の衛宮士郎となんら変わらない偽者。繰り返しの4日間で彼が本来遭遇し得ない事象に遭遇するとアヴェンジャーの人格が表に出ていき、この際の記憶は「衛宮士郎」には残らない。また彼の側からはアヴェンジャーの姿を認識することはできず、影のようにしか見えない。物語の終盤イリヤとの会話を経てそのことを自覚し、繰り返す4日間を終わらせるため、自らである聖杯を破壊しに「天の逆月」に上っていく。
衛宮士郎「本人」は、本編最後の「epilogue」と、パラレルワールド的に設定された「後日談。」にのみ登場する。また「カプセルさーばんと」には5年前の衛宮士郎が、カプさばマスターの一人として登場する。
セイバー（Saber）
声 - 川澄綾子
前作のメインヒロイン。前作同様、士郎の頼もしいパートナーとして事態の解明に乗り出していく。日常では主に衛宮邸内で生活しており、また彼女の食へのこだわりが前作以上に描かれている。同居する凛や桜とは大切な友人として親睦を深めているが、本来サーヴァントとして敵対するライダーに対してはやや複雑な感情を抱いている。また新たな描写として、セイバーの義兄・ケイとのエピソードが語られる。夜の聖杯戦争では、エーデルフェルト姉のサーヴァントとして登場する。
セイバーオルタ
前作「Heaven's feel」において現れた黒いセイバー。セイバーが頭のアホ毛をつかまれた際に現れる。凛に持って来させた黒のワンピースを纏い、普段のセイバーが好む食事を不味いと吐き捨て、規律を嫌い、我侭を言い放題する上にジャンクフード（主にハンバーガー）が大好きと、食への執着はそのままに嗜好は通常のセイバーと逆となっている。また夜の聖杯戦争でエーデルフェルト妹が呼び出した「セイバーの別の側面」として登場する。
マスターアルトリア
「カプセルさーばんと」に登場する、セーラー服を纏ったセイバー。聖ジョージ女学園の生徒会長を務める女子高生。令呪を持つマスターであり、カプさばマスターの一人として参戦してくる。家族構成は父・ガウェイン、兄・ケイ、ランスロット、弟・ベディヴィエール、従妹・モードレッド。
元となるセイバーとは別人の設定。『月刊ニュータイプ』2012年6月号にて、誌上アンケートの結果を基に武内崇によって描き下ろされた「マスターであるセイバー」のイラストが元となっている。
遠坂 凛（とおさか りん）
声 - 植田佳奈
前作のヒロインの一人。二ヶ月前にアインツベルン城で起こした「ウインチェスター事件」の後始末のために冬木を離れロンドンの魔術協会・時計塔に渡っているが、物語の中盤、桜が出した手紙により日本に戻ってくる。士郎に対し、彼が置かれている状況をその時点での情報からわかる範囲で伝え、事態の解決に協力する。第五次聖杯戦争ではアーチャー、次いでセイバーのマスターとなり、現在はサーヴァントとは契約していない。本作ではキャラクターバリエーションが豊富で、カレイドステッキと魔法少女「カレイドルビー」として契約した姿、諸葛亮のコスプレなどコミカルな面が強化されている。
「カプセルさーばんと」では5年前の凛がカプさばマスターの一人として登場。また借金のために世界と契約して英霊化したという未来の姿「トーサカ」もまたカプさばマスターの一人とて登場する。
間桐 桜（まとう さくら）
声 - 下屋則子
前作のヒロインの一人。前作での経験を経て成長し、強くなった彼女が描かれる。現在、間桐の家を離れて衛宮邸で暮らしており、家事全般や料理などを担当している。美綴綾子の後継として弓道部の部長に就任しており、部の運営に四苦八苦している。サーヴァントのライダーとは姉妹のような関係を構築している。実姉である凛との関係も、士郎から「仲良し姉妹」と評されるほど良好。主婦としてキャスターとも交友を深めており、またイリヤからは、三人のメインヒロインの中で一番可愛がられている。性格は温厚だが時に黒い一面を見せ、黒くなったときの桜は誰にも止めることはできない。魔術は生まれもっての特性「虚数」属性をコントロールする術を学習中。
「カプセルさーばんと」では5年前の桜が、カプさばマスターの一人として登場。
ライダー（Rider）
声 - 浅川悠
桜のサーヴァント。素顔に魔眼殺しの眼鏡、黒いセーターにGパン姿で衛宮家に居候中。深山町の商店街にある骨董品店でのアルバイトと、好きな読書に精を出す日々を送っている。スピード狂の気があり、現在彼女に与えられたママチャリ・2号機には不満を抱いており、ライダーの名にふさわしい性能を持つビアンキのクロスバイク（通称1号機）を虎視眈々と狙っている。抜群のプロポーションを持つが、自身は身長が高いことを気にしており、たびたび「かわいい」ものへのコンプレックスを口にしている。また美綴綾子に好意を抱いており、たびたび追い掛け回している。新たなエピソードとして、生前「形なき島」にて二人の姉と暮らしていた日常と、その後怪物と化してしまった結末が描かれる。姉たちからは弄り倒される毎日を送っていたため、それを髣髴とさせるできごとすらをも苦手にしている。
イリヤスフィール・フォン・アインツベルン（Illyasviel von Einzbern）
声 - 門脇舞以
冬木郊外の森の中にあるアインツベルン城に、二人のメイドやバーサーカーとともに暮らしているが、衛宮邸にもよく遊びに来る。その際は、母・アイリスフィールの愛車メルセデス・ベンツ・300SLクーペを彼女自身が運転してくるらしい。再開された聖杯戦争の真相を知る人物で、「昼」と「夜」それぞれの冬木市にて士郎、バゼットの双方を導いてゆく。
「カプセルさーばんと」ではカプさば世界選手権初代チャンピオン「セレブルマ」として登場。
アーチャー（Archer）
声 - 諏訪部順一
第五次聖杯戦争ではマスターであった凛とともに聖杯戦争を戦ったが、戦いの終結とともに契約を破棄し、現在は凛は依り代のみの役割で魔力供給はされていない。士郎を殺害せんとする執着は薄れてはいるが、セイバーとの決着に拘りを見せる。渡英した凛に代わって冬木を守るという使命を己に課しており、「自分本来の戦いではない」という名目で、トレードマークだった赤い外套は着用していない。また士郎と同一存在であるため夜の冬木を徘徊する獣の姿を視認しており、冬木センタービルに陣取って新都へ渡ろうとする者を射撃で追い返していた。生前のエピソードについては、凛とともにロンドンへ渡っていたことが語られる。
ランサー（Lancer）
声 - 神奈延年
マスターであった言峰は死亡しており、新たにカレンをマスターとしている。だが人遣いが荒く、人間的にも苦手なため専ら教会とマスターから離れて生活している。私服は派手なアロハシャツ。普段は趣味の釣りやナンパ、フリーターとして労働に精を出している。再開した聖杯戦争については傍観を貫いているが、日常で友好的に接しようとサーヴァントとは敵であると割り切っている。また彼の生前についても詳しく語られる。バゼットが本来召喚していたサーヴァントであり、彼女とはお揃いのイヤリングをつけている。物語中盤に元マスターのバゼットのことを知り、あるイベントを契機に彼女と戦うことを決意。宝具同士の一騎討ちのすえ相打ちになる。その後は最後まで傍観を貫き、数多いるマスター・サーヴァントたちの中で唯一ラストバトルに参戦していない。
キャスター（Caster）
声 - 田中敦子
前作ではフードの下だった素顔をさらし、柳洞寺でマスター・葛木宗一郎の妻として熱愛振りを見せている。結婚式は挙げていないものの、凛から戸籍を購入し正式に夫婦になっている。趣味はボトルシップ製作で、他にセイバーを呼んでは衣装作りなどをしている。また主婦でもあるのだが家事はあまり得意ではなく、同居する一成からは小言を言われているらしい。衛宮邸の面々の中では桜と仲が良く、彼女からは理想的な奥様・一流の魔術師として憧憬の眼差しを向けられている。再開された聖杯戦争の真相については薄々気付いていたが、これまで叶わなかった宗一郎との平穏な生活を送れる4日間をあえて終わらせる理由もなく、事態解決への干渉はほぼ行わなかった。
ギルガメッシュ（Gilgamesh）
声 - 関智一（幼年体 - 遠藤綾）
主に「王の財宝」の一つ「若返りの薬」を服用した幼年体（他作品では本来の姿との区別のため「子ギル」などと呼ばれている）の姿で登場。ランサーと同じくマスターはカレンに変更されており、ランサー程ではないが彼女を苦手としている。再開された聖杯戦争の真相を知る一人だが、カレンから介入を禁じられているために積極的に事態に関わって来ることはない。ただし重要なヒントを度々士郎に提示する。
「こんな茶番に付き合ってはいられない」という理由で若返っているが、幼年体の性格は青年体とは違い、良識のあるかなりの好人物。記憶は互いに共有しているものの他人のような感覚であり、彼にとって青年体の彼はどうしてああなったのか自分でも分からないほど理解しがたいらしい。同じ人間とは思えないほど表面的な性格は似ていないが、王としての冷酷さなど根底はやはり同一人物である。女性の嗜好も変化しており、「野に咲く花を愛でる」を信条に三枝由紀香を非常に気に入っている。また室内プールリゾート施設「わくわくざぶーん」のオーナーでもある。
藤村 大河（ふじむら たいが）
声 - 伊藤美紀
前作に引き続き衛宮邸に度々訪れている。また教師としての彼女も描かれ、進路についての方向性を明らかにしない士郎に対して不安を抱えている。また柳洞寺にある衛宮切嗣の墓は彼女が主に管理しているようで、士郎が外へ旅立っていくことについては反対していない。主にギャグキャラクターとして描かれており、衛宮邸の家事全般を担当する士郎や桜には頭が上がらなくなってきている。
葛木宗一郎（くずき そういちろう）
声 - てらそままさき
前作に引き続き穂群原学園の教師を務める。柳洞寺ではキャスターとの夫婦生活を営んでおり、表面的には以前までと変わらぬ日々を送っているが、その実キャスターの良き夫で在りたいと悩み模索している。寺では柳洞零観と同席して晩酌や囲碁などに興じることもある。また彼自身の過去についてのエピソードや、前作の「Fate」ルートで語られなかった彼の顛末についても明かされる。
間桐 慎二（まとう しんじ）
声 - 神谷浩史
聖杯戦争を経てかつてあった劣等感と歪みの多くが取り払われており、穂群原学園の一般生徒としての登場となる。精神的に強くなった桜との上下関係は完全に逆転しており、普段はこれまで通りぞんざいに扱いながら、いざとなった際には別人のように震え上がっている。弓道部は完全に引退しており、卒業後は市を出ようと考えている。またその髪型から「ワカメ」という呼称が生まれた。
「カプセルさーばんと」では5年前の慎二が、カプさばマスターの一人として登場。
柳洞 一成（りゅうどう いっせい）
声 - 真殿光昭
進級し、本来は満了しているはずの穂群原学園生徒会長を、特例で二期連続で務めている。文化祭の時期が近いこともあるため、クラスや部活動との交渉に精を出しており、生徒会長としては隙のない態度で対応をしている。ただし交友関係はあまり広くなく、特に女性相手になると必要以上にぞんざいな態度を取るようになるが、その人柄の判定については偏見を持たず、特にセイバーについては異例という程に気に入っている。ただし宿敵とも言える凛だけは認められていない。
美綴 綾子（みつづり あやこ）
声 - 水沢史絵
弓道部部長を桜に譲り渡し、桜の相談役として弓道部に未だ現役参加している。また文化祭では実行委員を務め、一成とはその方針を巡ってたびたび衝突している。ライダーに気に入られているが、本人は非常に彼女を苦手としており、面前に出ると必要以上に硬くなってしまう。桜には厳しいが、武道家として尊敬する大河には弱く、大河に強い桜を含めた三角関係を生み出している。「氷室恋愛探偵」では半年前に凛との間で発生したトラブルの真相が語られた。本作は彼女の語る怪談からスタートする。
氷室 鐘（ひむろ かね）
声 - 中川里江
陸上部所属の高跳びの選手。前作では楓・由紀香同様士郎とはほぼ交流がなかったが、本作では何度か顔を会わせることになる。「氷室恋愛探偵」では主人公として、美綴綾子とその周囲の恋愛関係を模索する。
蒔寺 楓（まきでら かえで）
声 - 結下みちる
陸上部所属の中距離走選手。本作では藤村大河に匹敵するコミカルキャラとして登場。「凛の数少ない友人」という自らのポジションのため、士郎については敵対的な姿勢を見せている。
三枝 由紀香（さえぐさ ゆきか）
声 - 中尾衣里
陸上部所属のマネージャー。鐘・楓とはいつも行動をともにする友人で、グループの良心。無自覚ながら霊視能力があるようで、霊体化していたアサシンや「天の逆月」へと至る階段を早い段階で視認していた。
セラ（Sella）
声 - 七緒はるひ
アインツベルンのメイド。イリヤの教育係を務めるホムンクルス。イリヤに寵愛される士郎については本気で毛嫌いしているようで、たびたびイリヤと同行しては士郎に対して小言を漏らしている。趣味は自らの魔術属性とも関わる水泳で、安物のお菓子が好物。普段は鉄面皮を被っているが、幽霊が苦手など隙のある性格が表れている。
リーゼリット（Leysritt）
声 - 宮川美保
アインツベルンのメイド。通称・リズ。イリヤに「天のドレス」を着せるための特別製であり、そのため活動時間や感情表現に大きな制限が加えられている。またイリヤの護衛の役割もあり、バゼットの侵攻時にはレニウム製の巨大ハルバードで応戦した。イリヤとの同化傾向が強く、彼女が好むものを好むため士郎に対しても親密。桜を上回るグラマーでもある。
アサシン（Assassin）
声 - 三木眞一郎
今作でも柳桐寺の門番として飄々と日々を過ごす。再開した聖杯戦争においては未だ門番として柳洞寺の門前に立ちふさがり、余所者の侵入を拒んでいる。普段は霊体化しているが、由紀香に見破られた時には名を「津田小次郎」と名乗った。前作ではキャスターによってその存在は葛木に内緒にされていたが本作では面識がある。
バーサーカー（Berserker）
声 - 西前忠久
イリヤスフィールのサーヴァント。第三次聖杯戦争にはバーサーカーは召還されていないため、夜の聖杯戦争では唯一出番を与えられず、ただイリヤを守るだけの存在となっており、アインツベルンの森を侵入者から守っている。
蛍塚 音子（ほたるづか おとこ）
声 - 野田順子
士郎のアルバイト先「コペンハーゲン」の一人娘。藤村大河や柳洞零観とは穂群原学園の同期であり友人。通称・ネコ。学生時代に大河が、公開ラジオ収録の場で「男」と聞こえるアクセントで彼女の名前を連呼した為、本名で呼ばれるのを極端に嫌う。酒をこよなく愛する気さくな性格だが、素に返ると丁寧語になる。
ルヴィアゼリッタ・エーデルフェルト（Luviagelita Edelfelt）
声 - 伊藤静
フィンランドの魔術の名門、エーデルフェルト家の現当主。貴族らしく誇り高い性格。先祖が第三次聖杯戦争で敗北したため、一族は日本人や日本文化を嫌い、特に遠坂家を憎んでいる。そのため凛とは犬猿の仲となり、入寮手続きを行うためにロンドンに渡った凛と出会い、大乱闘を起こした。凛と同じく宝石魔術とガンドを得意とする。格闘技が大好きで、レスリングの使い手。得意技は凛を一撃でKOしたバックドロップ。ドレスは戦いのたびに破ると勿体ないので袖が自由に着脱可能になっている。なお、バゼットが1日目に巻き戻った時に目覚める洋館は、エーデルフェルト家から魔術協会へと寄付されたもの。
とある並行世界では流暢な日本語も話す。その世界では士郎を「シェロ」と愛称で呼び、自身の代理としてギャンブルに向かわせるなどかなり信頼している様子が描かれる。また「カプセルさーばんと」では5年前のルヴィアゼリッタが、カプさばマスターの一人として登場。
後藤 劾以（ごとう ガイ）
声 - 市来光弘
士郎のクラスメイト。「前日に見たテレビ番組に影響され、口調が変わる」という変わった少年で、しばらくは時代劇がかかった口調をしている。専用グラフィックも一応用意されていたが、使われることはなかった。「遠坂神社」でそのラフスケッチが見られる。
言峰 綺礼（ことみね きれい）
声 - 中田譲治
第五次聖杯戦争で亡くなった、元冬木教会の神父。あらゆる第五次聖杯戦争の可能性を内包した世界において、生存する可能性が一切ないため本編には登場しない。回想シーンにのみ登場し、ランサーのマスターとなった経緯や、6年前の代行者時代にバゼットと交流を深めた過去についてが語られる。
「カプセルさーばんと」ではカプさばマスターの一人として登場。
間桐 臓硯（まとう ぞうけん）
本編では直接姿を見せることはなく、慎二と桜によって語られるのみとなっている。慎二同様桜との力関係は前作から逆転しており、桜の存在を恐れているらしい。また寝ながらうどんを食べて吐き出すなど、ボケも進行している模様。
真アサシン（しんアサシン）
今作ではバゼットたちの「夜の聖杯戦争」回想の中で、相手の脳を爆破する宝具「空想電脳（ザバーニーヤ）」を使う「子供程の背丈の真アサシン」が語られるが、前作の真アサシンとは別人である。シナリオ担当奈須きのこによれば「真アサシンであって真アサシンじゃない」。マスターも自動人形使いになっている（誰がその役を演じているかは不明）。そのため、真アサシン（腕の長いハサン）本人は本作には登場しない。
遠坂 時臣（とおさか ときおみ）
声 - 速水奨
凛の父（先代当主）で故人。本編ではわずかに回想で登場するのみで、「カプセルさーばんと」にカプさばマスターの一人として登場。また本編ではさらに先代の一族「遠坂時永」の名がみえる。

### 今作から登場するキャラクター
カレン・オルテンシア（Caren Hortensia）
声 - 小清水亜美
身長：156cm 体重：40kg スリーサイズ：B75/W54/H77（cm）
今作のヒロイン。四日目の夜になると、魔獣たちを従えるように現れる謎の少女。
寡黙で毒舌。士郎に対して意味深な言葉を残していく。再現された聖杯戦争の鍵を握る人物。
前作で黒幕として死亡した言峰綺礼の代わりに「教会」から監督者として派遣され、現在は彼に代わってランサーとギルガメッシュを従えている。「男性を拘束する」という特性を持つ礼装「マグダラの聖骸布」を持つ。
性格の悪さは札付きでサディストの一面がある一方、わが身を顧みず人を救おうとする聖女めいた部分もあるが、これは二面性というよりは性格が不安定であるため。
繰り返しの4日間の中に存在し得ない言峰綺礼（どの平行世界でも『hollow』の時点で彼が生き残っている世界はないため）の位置に自分の存在を滑り込ませた。故に依り代としてランサーとギルガメッシュのマスターを演じているに過ぎないため令呪は授かっていない。また本編の彼女は本体ではなく、カレン・オルテンシアという「情報」にすぎない。彼女とのあるべき場所での出会いがこの物語の本当の始まりだといえる。
「被虐霊媒体質」といわれる、周囲の霊障をその身で体現するという先天的な能力を持ち、教会の悪魔祓いが悪魔を探知する時に使われていた。しかし人の心には魔が差すものであり、他者のそれを絶えず体に投影する彼女は常に生傷が絶えず、片目はほとんど見えず、走ることもできず、味覚も利かなくなっている（極端な味を好むのはそうでないと感じとれないため）。しかし、それら全てをあるがままに受け入れている。物語の終盤、「天の逆月」に向かう衛宮士郎（アヴェンジャー）に付き添う。
戦闘時の衣装は下半身を晒したようなデザインがスカートを穿いていないと（作中でも指摘されている）話題になり、以降関連作品でも「はいてない」が度々ネタにしている。衣装自体に肉欲に憑かれた男性に自身を供する意味を含んでおり、また彼女は多くの男性に犯された経験がある（そもそも「被虐霊媒体質」により、行為がなくても他者の性欲が体に影響を及ぼすため、近づくだけで犯されるとも述べている）。
作中直接は語られないが『Fate/stay night』に登場する言峰綺礼の実の娘で、イタリアで生まれて母・クラウディアの自殺後にすぐ父が日本に向かったため施設に預けられた。姓の「オルテンシア」は紫陽花の意味で、名は日本語（ゲーム中、「父の国の言葉」との記述がある）。
もともとは『月姫2』に登場する予定のキャラクター。その際は体質が悪化しているらしく、魔が傍に居なくても人間離れした姿になっている。また「カプセルさーばんと」でもカプさばマスターの一人として登場するが、赤ん坊の姿をしている。
なおキャラクターのモデルは『新世紀エヴァンゲリオン』の綾波レイであり、イラスト担当である武内崇が綾波レイに対する自分のイメージだと述べている。また衣装もプラグスーツ（ほかに王子様のスタイルを参考にとも述べている）を元にしている。
バゼット・フラガ・マクレミッツ（Bazett Fraga McRemitz）
声 - 生天目仁美
身長：172cm 体重：58kg スリーサイズ：B87/W55/H83（cm）
今作における本編「夜」の主人公にしてヒロイン。8年前より魔術協会に所属する、封印指定執行者で、第五回聖杯戦争に際し協会から派遣された参加者。アイルランドの古いルーン魔術の大家「フラガ」の出身だが、一族で『時計塔』の門を叩いたのは彼女が最初であり、権威主義が蔓延る時計塔で彼女が就けたのは態のいい便利屋として利用される道だった。男物のスーツで身を固めている男装の麗人で、繰り返される四日間の中、夜の聖杯戦争を戦い続ける。
生真面目で融通が利かない性格。礼儀正しくクールを装うも実はかなり短気で、少しの我慢が出来ない。人生経験が偏っているためか、惚れっぽい一面も持つ。魔術師としては優秀で敏速な立ち振る舞いをするが、生命活動が維持出来れば生活環境がどれほど悪くても構わないと考えるなど、人間としても女性としても「ダメ」な部分が多々ある。次回、何かの作品で登場するときまでには、「ダメ」な部分を克服して完璧になっているらしい。
「伝承保菌者（ゴッズホルダー）」の異名を持ち、人間でありながら、神代から彼女の家系に代々受け継がれてきた数少ない「現存する宝具」斬り抉る戦神の剣（フラガラック）」を有する神霊マナナン・マク・リールの末裔。これは迎撃礼装と呼ばれる類の宝具で、二つ名でもある「後より出でて先に断つもの（アンサラー）」の詠唱によって待機状態に入り、相手が切り札として認識する攻撃（宝具の真名解放による一撃など）の発動に反応してこちらも発動する。攻撃自体はランクAでありながら小石程度の大きさの傷しか作らないが、急所を貫通させれば致命傷となり、セイバーも一撃で倒す。相手の発動より明らかに遅れて発動しながらも、絶対に相手の攻撃よりも先にヒットする。そして因果を歪め、「相手よりも後から攻撃、先に命中させた」を「相手より先に攻撃した」という事実に改竄してしまう（「時間を逆行する一撃」だが、実際に過去に跳んでいるのではなく、「後から発動したが相手よりも先に攻撃を当てた」という事実を誇張して、因果を歪ませている）。『相手を倒すことで相手の切り札を途中で終わらせる』切り札殺しである。なお、相手の「切り札以外の攻撃」に対して用いる場合は当然特殊効果は発揮されず、ランクはD～Cである。この宝具の弱点は、一発ずつの使い捨てであるための数の制約である。そしてその特性故に、相手の攻撃が発動しきった後にフラガラックを発動した場合や、相手の攻撃が「発動した時点で命中が確定する」タイプ（ゲイ・ボルク）だった場合、相手の攻撃をキャンセルすることはできない。また、たとえ命中しても致命傷にならない相手（ゴッドハンド）とは相性が悪い。ただし十二の試練は迎撃関係なくかつ何度も通用する有効性もある。
戦闘に特化した武闘派魔術師であり、人間単体としての性能が非常に高い。素手での戦闘を好み、戦闘時には硬化のルーンを刻んだ手袋をはめ、時速80kmのパンチを繰り出す（プロボクサーは時速40km程度）。サーヴァント・アヴェンジャーの能力の低さもあって、本来とは逆にマスターが主に戦い、サーヴァントはサポートをするという戦闘スタイルを採っている。『トラぶる花札道中記EX』ではアームレスリングで600万円稼ぐ豪腕。
ランサーの本来のマスターであり、ケルトの英雄である彼はアイルランド出身である彼女にとって憧れでもあった。正反対ながら性格の相性も良かったが、聖杯戦争開始前に旧知の仲だった言峰による騙し討ちに合い、ランサーと令呪（左腕ごと）を奪われる。
死の寸前でアヴェンジャーと再契約し、彼の力によって仮死状態のまま生かされ続け、さらにその状態をカレンに発見され一命を取り留めていた。
繰り返しの四日間は、生きて聖杯戦争を継続したいという彼女の願いと、それを聞き届けようにも四日目までしか知らないアヴェンジャーの限界（第三次聖杯戦争において、アヴェンジャーは四日目で敗退しており、五日目以降を知らない）によって発生した無限ループである。当初はランサー及び言峰に関する記憶（自分への騙し討ちを含む）を失っていたが、記憶が戻った後にも、自分がすでに死んでいると思っていたため、死への恐怖とアヴェンジャーへの同情から、繰り返しが終わることを拒んだ。物語最後にアヴェンジャーに説き伏せられ、それによって彼との契約を終わらせる。聖杯の崩れ行く中、自身が生存していることを告げられ、希望を持って五日以降の世界に戻っていく。また「カプセルさーばんと」でもカプさばマスターの一人として登場する。
カレン同様に元は『月姫2』に登場する予定のキャラクターであり、その際は完璧なキャラに成長し、鮮烈な登場シーンを予定しているとのこと。
なおスーツ姿が印象的な萌えキャラとなったことについて武内崇は、川尻善昭監督のアニメ版『妖獣都市』に登場するヒロイン麻紀絵より「スーツでエロス」といった天啓を受けたためと述べている。
アヴェンジャー（Avenger）
声 - 寺島拓篤
第八のクラス「復讐者（アヴェンジャー）」のサーヴァント。バゼットと契約している。真名はアンリマユ。なお、アンリマユ自体は既に前作で違った姿で登場している。今回の事態の「核」に位置する人物。少年の姿で、全身に「この世全ての悪」を表す刻印がなされている。
性格は青臭いものの基本的に凶暴で、殺人衝動を持ち この世全ての悪を肯定する反英雄。他のサーヴァントのように名を馳せた英霊でもなければ、真名通りの神でもない。古代のある村で、人間の身勝手な願いによりその身にあらゆる悪業を背負わされ、人間としての名を呪いによって世界から消され、悪の化身「アンリマユ」として蔑まれ疎まれ続ける中で「そういうもの」になってしまったただの人間である。
そのため、武芸に秀でた訳でも魔術や特殊な能力に優れる訳でもなく、能力はあくまで普通の人間の水準にすぎない。自称するところによれば「世界中の伝承を見渡してもオレより弱い英霊は存在しない」最弱の英霊。しかし、理由や詳細は不明だが、英霊をも凌ぐ超人であろうと「人間が相手なら世界最強」。使用武器はソードブレイカーのような「右歯噛咬（ザリチェ）」と「左歯噛咬（タルウィ）」。
宝具は自身が受けた傷を傷つけた相手の魂に一度だけ写す「偽り写し示す万象（ヴェルグ・アヴェスター）」。使いどころの難しい（軽いダメージの時に発動させても大した効果は望めず、かといって死亡してしまえばそもそも発動自体が不可能なので、瀕死の重傷を受けた状態が最も効果的となる）宝具であるがバゼットの戦闘術並びに彼女の宝具との相性は抜群に良く、無数の繰り返しの中でついにはセイバーをも破る決め手となる。
その正体は前回の聖杯戦争時に破壊された聖杯の中にいたアンリマユが、人々の願いを叶える本物の悪魔と化し、それが衛宮士郎という殻をかぶって実体化した存在。もともとアンリマユは「虚無」であり人格を持たないため、彼の性格は衛宮士郎の暗黒面が現出したもの。彼かバゼットのどちらかが死ぬか、4日目の夜を経過した場合、知性を失ってアヴェンジャーを妨害し永遠に四日間を続けさせようとする「無限の残骸（アンリミテッド・レイズ・デッド）」の一つになる。
「死にたくない」と願う瀕死の状態のバゼットと契約し、彼女を仮死状態にして生かし続け、繰り返しの4日間の聖杯戦争を行うことで彼女の精神を保っていた。夜の聖杯戦争がバゼットの願いなら、昼間の平穏は彼が夢見たものだった。まだ見ぬものに対する好奇心を原動力に繰り返しの4日間をまわし続けたが、バゼットを目覚めさせるためにあらゆる可能性をつぶし、最後は「天の逆月」でバゼットを説き伏せることで繰り返しの世界を終わらせた。
バゼットに別れを告げた後、衛宮士郎の殻を脱ぎ捨て、新しい何かを見つけるために「終わり」へと走り続けていく。
柳洞 零観（りゅうどう れいかん）
声 - 志村知幸
柳洞一成の兄。一成が葛木とともに尊敬している人物だが、弟と違い豪放磊落な生臭坊主である。音子と顔見知りで、度々酒を買っていたりさらには秘蔵酒をこっそり持ってきたりしている。
「冬木の虎」こと藤村大河に交際を申し込み、藤村組の構成員に病院送りにされたことがある。柔道では全国大会にいったこともあるほどの猛者。多少腕が衰え、さらに手加減しているとはいえ葛木宗一郎の技を紙一重でいなしている。
美綴 実典（みつづり みのり）
声 - 増田俊樹
美綴綾子の弟。穂群原の一年で弓道部の期待の新人。桜に好意を寄せているが、全く気付いて貰えない。
ぶっきらぼうながら基本的には礼儀正しいが、桜が好意をよせている士郎に対しては反抗的な態度をとる。
前作のあるEDでは名前のみちらりと登場している。
三枝 孝太（さえぐさ こうた）
三枝由紀香の弟。ギルガメッシュの取り巻きの子供たちの一人。下にもまだ数人弟がいる。
ゲロス
三枝孝太らの友人である少年。サッカーが趣味で、ポジションはゴールキーパー。もっとも本人はフォワード志望で、トリスタンに憧れている。技術面では他のサッカー仲間にも劣る程度だがガッツは人一倍で、とある事件をきっかけに「ゲロス」という不名誉なあだ名をつけられている。
ミミ、ジロウ、カンタ、イマヒサ
三枝孝太とともに、ギルガメッシュの取り巻きをしている子供たち。ミミは後に、『Fate/kaleid liner プリズマ☆イリヤ』にて、主人公のクラスメイトである桂美々の元となる。
オクタヴィア・レイランド
時計塔のノーリッジ学生寮の受付嬢。凛とルヴィアの喧嘩に巻き込まれ、この二人を同席させてはいけないと警鐘を鳴らす。この騒動は学生寮始まって以来の最悪の事件であったらしい。「〜ですの」が口癖。
山崎（やまざき）、藤木（ふじき）、大脇（おおわき）、佐藤（さとう）
声 - さいとうよしえ（佐藤）
穂群原学園弓道部の部員。美綴や桜の後輩。山崎・藤木は男子、大脇・佐藤は女子部員。
カレイドステッキ
声 - 高野直子
遠坂凛が所持している魔術礼装。遠坂家の大師父にあたるキシュア・ゼルレッチ・シュバインオーグが制作したと言われる礼装で、子供向けの魔法の杖のような形をしている。またの名をマジカルルビー。
人工精霊が内包されており、人間と変わらない人格を持ち、またある程度自由に動くことができる。その性格は『月姫』に登場したキャラクター「琥珀」を彷彿とさせるものであり、人を食ったような態度にすぐおちゃらける明るさを持っている。狡猾な面もあり、隙を見ては少女と契約して自分好みの魔法少女像を植え付けようとしている。契約には「名前の認証」「体液の採取」「直接接触」の条件を満たす必要がある。ふざけたような礼装だがその質はゼルレッチ謹製に相応しいものであり、限定的に並行世界に干渉する能力を持っている。
過去に幼い凛と契約して魔法少女・凛を生み出したことがあったが、その痛々しい言動から友人を失ってしまった凛はステッキの封印を誓っており、ゼルレッチの宝箱に仕舞い込んでいた。なおその当時の記憶は凛には残っていない。
A氏
冬木市新都玄木坂にある蝉菜マンションの11階2号室に住んでいた男性。A氏は美綴による仮名で、本名は不明。美綴の語る怪談に登場する。実在の人物だが、美綴による脚色が含まれているため、正確な所は不明。心中事件の1か月後に失踪した、ということは真実であるらしい。
年齢は20歳。春先に冬木に越してきたばかりの青年。他人からの干渉を嫌うタイプであり、基本的にマンションの自室にひきこもって生活していた。後に起きた隣室の一家心中事件以降、玄関から謎のノック音が聞こえるという怪現象に悩まされ、夜を恐怖するようになった。その後、死んでいるはずの「赤ずきん」と邂逅を果たし、A氏は行方不明になったという。後に彼をモデルとした人物が『Fate/strange Fake』プロト版の主人公、そして正式版の主人公であるアヤカ・サジョウとして登場している。
赤ずきん
声 - さいとうよしえ
冬木市新都玄木坂にある蝉菜マンションの11階1号室に住んでいた少女。「赤ずきん」はいつも被っている赤いフードを見たA氏が仮につけたもので、美綴の語りでは氏名は××＊＃と表記されている。実在の人物だが、美綴による脚色が含まれているため、正確な所は不明。心中事件があったということは真実であるらしい。
両親から虐待を受けており、顔には痣、肩の骨は折れて両腕は肩より上には上がらなくなってしまっている。そのためマンションのエレベーターのボタンを一人で押すことができない。後に錯乱した母親によって父親ともども斬殺されてしまう。しかしなぜかその遺体は警察の捜査でも見つかることはなかったという。その正体は、『Fate/strange Fake』に登場するアヤカ・サジョウの以前の姿である。

### 英霊たちの過去にまつわる人物
ステンノ、エウリュアレ
声 - 浅川悠
神代に生きた女神。ゴルゴン三姉妹の長女と次女であり、生前のライダー（メドゥーサ）の二人の姉。性格と名前を除いて細胞一つに至るまで同一の存在であり、お互いのことを「私」と一人称で呼びあう。性格としてはステンノは丁寧な、エウリュアレはやや砕けた言動をしている。完全な不老不死であるため、メドゥーサとは対照的な幼い容姿で彼女の憧れの姿でもある。
ステンノは淑女らしく優雅、エウリュアレは少女らしく快活という理想的な女性像を持たれているが、実際は腹黒い性格。末の妹であるメドゥーサには何かと手厳しく当たり、洗濯や雑用にこき使う他、吸血するなど日常的に虐めていたが、彼女らなりにメドゥーサを深く愛していた。英霊となってなおメドゥーサを苛む「罪」の象徴的存在。
メドゥーサがアテナの嫉妬を買い形なき島に追放された後、心配のあまり彼女を追って来て形なき島で暮らしていた。二人はアイドルとして男に庇護されつつ蹂躙される宿命にあり、メドゥーサは何もできない彼女たちを守るため、彼女らを目当てに島を訪れる者たちを石に変えていた。ステンノは三人で永遠に一緒に暮らせることを夢見、エウリュアレもいつか三人でかつての場所に戻る日が来ることを信じていたが、人を殺し過ぎたメドゥーサは反転し怪物（ゴルゴン）に成り果ててしまう。自分たちを守ってくれたメドゥーサが消えた時、自分たちも同じように消えることを望み、本当は彼女に憧れていたことを告白しながらゴルゴンの中に取り込まれて消えた。
『Fate/Grand Order』にてステンノがアサシン、エウリュアレがアーチャーのサーヴァントとして登場している。
ペルセウス
主神ゼウスの子として神々の寵愛を受けた、古代ギリシアの勇者。正真正銘の怪物と化していたメドゥーサ（ライダー）・ゴルゴンを討伐した英雄。「空を駆ける羽のサンダル」「被った者の姿を消す兜」「鏡のように磨き上げられた青銅の盾」「蛇狩りの鎌・ハルペー」「魔物の首を収める為の袋・キビシス」の5つの宝具を与えられ、周到な準備を整えて「形なき島」へ挑んだ。暗黒神殿とゴルゴンの圧倒的な威容に圧倒され、勝ち目のない戦いに絶望するが、ゴルゴンの自己封印・暗黒神殿の解放に反応したキビシスによって生じたわずかな隙を突き、ゴルゴンを討った。その性格はライダー曰く、成功した慎二であるという。
『Fate/Prototype』にてライダーのサーヴァントとして登場している。ただしこのペルセウスとは別人という設定。
イアソン
アルゴー船の冒険で知られる、古代ギリシアの英雄。メディア（キャスター）の夫。テッサリア王位を継ぐために金羊の毛皮を求め、女神アフロディテによってイアソンを盲目的に恋慕する呪いをかけられたコルキスの王女・メディアの協力を得て金羊の毛皮を奪取し、テッサリアへ凱旋する。しかし王位の約束は国王・ペリアスによって反故にされたため、自失常態であったメディアに命じて姦計を巡らし、ペリアス一家を皆殺しにして王位に就く。しかし間もなく露見したためにメディアとともに国を追われ、辿り着いたコリントスの王に気に入られてその娘・グライアとの結婚を提案される。当時メディアとの間に既に子を儲けていたがあっさりと王の誘いに乗り、メディアにかねてより抱いていた魔女としての嫌悪感をぶつけた。結果、メディアの猛烈な報復に遭って国と花嫁を喪った末、アルゴー船の残骸の下敷になって息絶えた。コルキスの巫女に過ぎなかったメディアが魔女に変貌せざるを得なくなった最大にして唯一の原因であり、キャスターからは非常に嫌悪されている。またキャスターの男性不信の原因となっている。
『Fate/Grand Order』にてセイバーのサーヴァントとして登場している。
スカサハ
古代アイルランドで、魔女として恐れられた女性。影の国の女王。クー・フーリン（ランサー）の師にあたる人物。ランサーに武術からルーンの魔術に至るまでの戦闘術を教えた。彼女の門下にはランサーの無二の友であるフェルディアを始め複数の門弟がいたが、スカサハが所持していた魔槍・ゲイ・ボルクを授けられたのはランサーであった。晩年はその英雄譚が災いして人間離れしてしまっており、自ら死ぬこともできない身となっていた。ランサーが愛した女性の一人であり、また彼女もランサーのことを認めていたようである。
『Fate/Grand Order』にてランサーおよびアサシンのサーヴァントとして登場している。

### 「カプセルさーばんと」に登場するキャラクター
PS Vita版のミニゲーム「カプセルさーばんと」では、他のFateシリーズのキャラクターが多数登場している。この節では他作品からゲスト参戦しているキャラクターの解説を、本ミニゲームの範囲内で記述する。キャラクターの詳細な解説は、出典の記事を参照。
ケイネス
声 - 山崎たくみ
『Fate/Zero』に登場人物。魔術協会から公認されたかぷサバ名人であり、天才カプさばマスター。
アヤカ
声 - 花澤香菜
『Fate/Prototype』の主人公（ヒロイン）。メガネへのコンプレックスをしきりに訴える言動になっており、また妙にイケメン系さーばんとを多数所持するなど男運が良い。
ウェイバー
声 - 浪川大輔
『Fate/Zero』の登場人物。協会公認のプロカプさばマスターになるために修行中の、自称天才カプさばマスター。おもちゃ屋でカプさば講師をして小遣い稼ぎをしているが、それが彼自身よりとても優秀な教え子たちを数多く輩出する結果となっている。
ハクノ
声 - 川澄綾子（ブレスのみ）
『Fate/EXTRA』の女主人公。カプさばマスターの一人。性格自体はアクティブだが、台詞を一言も発しない謎の転校生。
当時は声優の設定がなかったため、奈須の指名で川澄がブレス（息遣い）のみ担当している。
ジャンヌ
声 - 坂本真綾
『Fate/Apocrypha』に登場するルーラーのサーヴァント。カプさばマスターの一人。ルーラークラスの特権として、英霊の座とのコネクションを持つ。
Gサクラ
声 - 下屋則子
時空帝国マトーが開発した、サクラをベースに作り上げられた巨大ロボット。正式名称「ギガンティック・SAKURA」で、初号機である01、海戦用モデルの02、空戦用モデルの03が存在する。並行次元発動機「GSドライブ」のほか強大な戦闘システムを保持する。

## 世界設定
本作の四日間限定の箱庭世界は、士郎＝アヴェンジャーが行動する「衛宮士郎の四日間」と、バゼットが行動する「再現された第三次聖杯戦争」の二つの世界が存在する。これらは基本的に重なり合うことはないが、手違いが生じることもある。この「再現された第三次聖杯戦争」では、第三次における各役割を第五次に参加した者たちが演じている（凛、桜の二人がエーデルフェルトのマスターとしてセイバーを使役するなど）。四日間のみしか存在しないことや、（一部の例外を除き）全てのサーヴァント・マスターが揃っているのは、第三次聖杯戦争において四日目にアヴェンジャーが最初の脱落者として敗れ去ったことに起因する。
第三次聖杯戦争の再現であるため、基本的に第五次聖杯戦争において戦った者たちが参加者として使われており（一部例外はある）、様々な可能性を持つ平行世界から「第五次聖杯戦争の半年後に生存（または現界）している人間・サーヴァントや状況」をそれぞれ呼び出し、その上で、「『全員が』第五次聖杯戦争の半年後に生存（または現界）している状況」合わせた過去、記憶を作り上げている。ただし第五次聖杯戦争以前の出来事までは改竄されていないため、過去のサーヴァントは現界しておらず、言峰綺礼の死因も絶対のものになっている。また、本来なら死亡・消滅しているはずの人物を誰だか特定することはできず、本来の記憶と作り上げられた記憶に矛盾が生じても深く考えることはできない。
作中には以下に示すような様々な「第五次聖杯戦争」における描写があり、「『全員が』半年後に生存（または現界）している状況」になった「第五次聖杯戦争」の様子が一部分かるようになっている。
1. 最後の1画が残されていることから士郎は令呪を2回行使している。
2. 第五次聖杯戦争の最後の日は、セイバールートのようにセイバーと士郎二人で石段を登り、英雄王と神父を倒した。
3. 聖杯は凛の令呪でセイバーが破壊したことになっている（よってセイバーのマスター権は一時的に凛に委譲され、その後は再び士郎に戻されている）。
4. 桜の正体（凛の妹でありライダーのマスターであり生きた聖杯であること）が関係者に知られている。
5. 凛と士郎の師弟関係は継続中。
6. 凛はアーチャーと「聖杯戦争後」にマスターとしての契約を破棄（しかし、アーチャー現界の依り代としての最低限の繋がりはある）。
7. 言峰綺礼は確実に死亡。
8. アーチャーの正体（真名:エミヤ）が知られている。
9. ライダーとセイバーは宝具で激突し、セイバーが勝利した（ライダーはこの結果を根に持っており、雪辱の機会を望んでいることがとあるイベント中で語られている）。

## eclipse
日食の意で、本作においては外伝の役割を持ち、氷室の推理劇などが観られる。
またカレンのものを除いた十八禁描写は全て『eclipse』に回されている。
本編クリア後のエピソード「後日談。」は、正式な続編ではなくあくまでパラレルワールドの一つである。

## スタッフ
- 企画：武内崇、奈須きのこ
- 原案/構成/メインシナリオ：奈須きのこ
- シナリオ：奈須きのこ、阿羅本景、森崎亮人
- 演出/スクリプト：つくりものじ
- キャラクターデザイン/原画：武内崇
- グラフィック総監修：こやまひろかず
- グラフィック：こやまひろかず、蒼月誉雄、MORIYA
- システムグラフィック：BLACK
- マップキャラ原画：武梨えり
- マップキャラ彩色：ういんどみる
- プログラム：清兵衛
- サウンドプロデューサー/効果音：芳賀敬太
- 音楽：KATE、James Harris
- 制作サポート：OKSG、笹谷徳郎
- 制作進行/プロデューサー：竹内友崇
- 総監督：奈須きのこ
- 製作：TYPE-MOON

PS Vita版
- 制作管理：柳雅夫
- ディレクター：柳雅夫、菅崎優
- シナリオ補佐：桜井光
- スーパーバイザー：有泉富三彦
- 音響監督：榎本覚、森下広人
- 音響ディレクター：高宮宏臣
- 音響制作：ブレイブハーツ
- OPアニメーション制作：ufotable
  - コンテ/演出：高橋タクロヲ
  - 総作画監督：須藤友徳
  - 作画監督：菊池隼也、加藤やすひさ、緒方美枝子
  - 美術監督：衛藤功二
  - 色彩設定/色指定：千葉絵美、松岡美佳
  - 撮影監督：寺尾優一
  - 制作進行：近藤亮
  - 制作プロデューサー：近藤光
- ディレクター：奈須きのこ
- 制作進行/プロデューサー：竹内友崇、藤原利紀
- エグゼクティブプロデューサー：安川猛
- 発売：角川ゲームス
- 開発：TYPE-MOON、ヒューネックス
- 製作：KADOKAWA（角川書店BC）、TYPE-MOON

## 主題歌
PC版
全作曲：KATE / 歌：rhu（from "Colorvariation"）
オープニングテーマ「アタラクシア」
作詞：奈須きのこ / 編曲：James Harris
テーマソング「hollow」
作詞：芳賀敬太 / 編曲：James Harris
エンディングテーマ「僕たちの未来」
作詞：芳賀敬太 / 編曲：NUMBER 201

PS Vita版
全編曲：玉井健二、大西省吾 / 歌：Aimer
オープニングテーマ「broKen NIGHT」
作詞：aimerrhythm / 作曲：浅見武男
挿入歌「holLow wORlD」
作詞：aimerrhythm / 作曲：岡本剛、玉井健二
エンディングテーマ「Open The Doors」
作詞：芳賀敬太 / 訳詞：深野香 / 作曲：KATE
PC版エンディングテーマ「僕たちの未来」を英詞にしてアレンジしたもの。

## ミニゲームとおまけ要素
本作はファンディスクである為、ミニゲームも追加された。また、クリア後のおまけ要素も充実し、それだけでユーザーを楽しませる作りになっている。しかしながら、一定の条件が成立しなければプレイできない物もある。
開運 遠坂神社
ゲーム開始当初からプレイ可能。ゲーム内で溜めたお金（単位は円）を消費して、おみくじ（1回100円）と絵馬（内容はCG・ラフ画などの設定資料）が購入できる。絵馬の値段は100円〜5万円まで様々。
トラぶる花札道中記
PC版のみ。花札のミニゲーム。ゲームの進行状況に応じてプレイが解禁される。
なお、2006年夏のコミックマーケットのTYPE-MOONブースで『トラぶる花札道中記』の拡張パッチが配布され、のち公式サイトにて公開されている。

風雲イリヤ城〜とつげきアインツベルン〜
マウス（タッチパネル）を使用するアクションミニゲーム。ゲームの進行状況に応じてプレイが解禁される。
往年のバラエティ番組『痛快なりゆき番組 風雲!たけし城』のパロディゲーム。『MELTY BLOOD』などでも共作したフランスパンの製作。プレイヤーはマスターとサーヴァントを1名ずつ選択し、たけし城をモチーフにしたアクションゲームに挑む。「龍神池」のパロディとして「柳洞池」、「キノコでポン」のパロディとして「きのこでポーン」、「ジブラルタル海峡」のパロディとして「セラリズ海峡」が、ラストステージとして「ダイ・ローレライ」の計4ステージ。PC版では各ステージの間に○×クイズが挟まれるが、その内容は本編やTYPE-MOONに関わりのある問題から、本来ならどうしても○×では答えられない問題、問題文の体を成していない問題など様々であり、ハズレの回答を選ぶとマスターが泥の池に突っ込んで泥まみれになる。また、「たけし城」はファミリーコンピュータでゲーム化されていたため、このゲームは一部ファミコン風な画像や音楽で構成された。
2012年8月にはスマートフォン版「まほうつかいの箱」プレオープンと同時にAndroid専用アプリとして、本作の移植版である『風雲イリヤ城SP』の有料配信が始まった。また同年12月にはiOS版も配信されている。
壁紙ギャラリー
TYPE-MOON及びゲスト作家による壁紙集。本編のイベントをクリアしていくことで増えていく。
参加ゲストは、石田あきら、小梅けいと、小林尽、梶島正樹、経験値、近衛乙嗣、佐々木少年、島田フミカネ、シンゴ、中央東口、天空すふぃあ、橋本タカシ、左、MIKE156、瑞井鹿央、ゆうろ、広江礼威、中村博文、高河ゆんの19名。PS Vita版には更に原田たけひと、八重樫南、碧風羽、清原紘、029、華々つぼみ、CHAN×CO、渡辺明夫、黒衛門、toi8、ammiの11名が追加。
カプセルさーばんと
PS Vita版のみ。対戦型のタワーディフェンスゲーム。ゲームの進行状況に応じてプレイが解禁される。
本編の7年前、「カプセルあいらんど」が舞台。疑似英霊召喚・対戦玩具「カプセルさーばんと」が世界的に大ヒットしている世界。少年シロウと少女リンが街の平和を守るために多数の「さーばんと」を率いて様々なマスターと戦っていく。「stay night」「hollow ataraxia」をはじめ『Fate/Zero』『フェイト/タイガーころしあむ』『Fate/EXTRA』『Fate/Apocrypha』『Fate/Prototype』『コハエース』といった各シリーズより計51種類の「さーばんと」が登場する。
キャラクター作画として雌鳥、さーばんとの作画として経験値、CHAN×CO、ヒライユキオ、ふらんすぱん、ufotableが参加している。
2019年12月20日よりiOS/Android版が有料で配信している。

## 関連商品

### CD
Fate/hollow ataraxia ORIGINAL SOUND TRACK
2005年11月23日発売。オリジナルサウンドトラック。またオープニングソング「アタラクシア」を収録。
Fate/another score -super remix tracks-
2006年3月23日発売。本作および『Fate/stay night』の楽曲のリミックス集。
Fate/hollow ataraxia ドラマCD「あるいは怪物という名の食卓」
- 出演：ギルガメッシュ（関智一）、アーチャー（諏訪部順一）、ランサー（神奈延年）、ライダー（浅川悠）、キャスター（田中敦子）

『コンプティーク』2014年8月号付録のドラマCD。脚本は磨伸映一郎が担当。
Fate/hollow ataraxia ドラマCD「ノーマネーノーライフ バゼット=サン」
- 出演：バゼット・フラガ・マクレミッツ（生天目仁美）、カレン・オルテンシア（小清水亜美）、アヴェンジャー（寺島拓篤）、衛宮士郎（杉山紀彰）、間桐慎二（神谷浩史）、藤村大河（伊藤美紀）

『コンプティーク』2015年1月号付録のドラマCD。脚本はACPIが担当。

### 漫画
単行本は角川書店、角川コミックス・エースより刊行。作画は雌鳥。連載は『月刊少年エース』。
1. 2014年2月5日発売、ISBN 978-4-04-120926-4
2. 2016年6月25日発売、ISBN 978-4-04-102557-4

### カードゲーム
Lycee
シルバーブリッツのトレーディングカードゲーム、Lyceeに参戦している。収録エキスパンションは、TYPE-MOON2.0など。